# Liste der Auslandsvertretungen Panamas

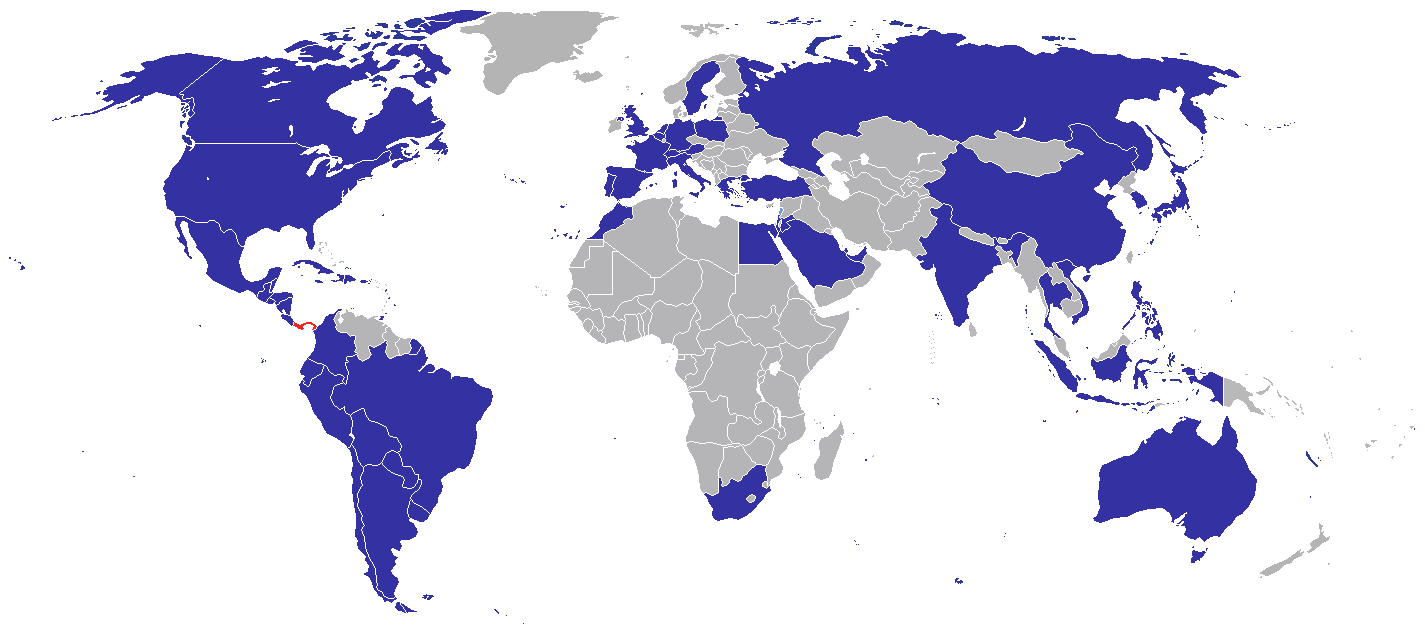
Standorte der diplomatischen Vertretungen Panamas

Dies ist eine Liste der diplomatischen und konsularischen Vertretungen Panamas.

## Diplomatische und konsularische Vertretungen

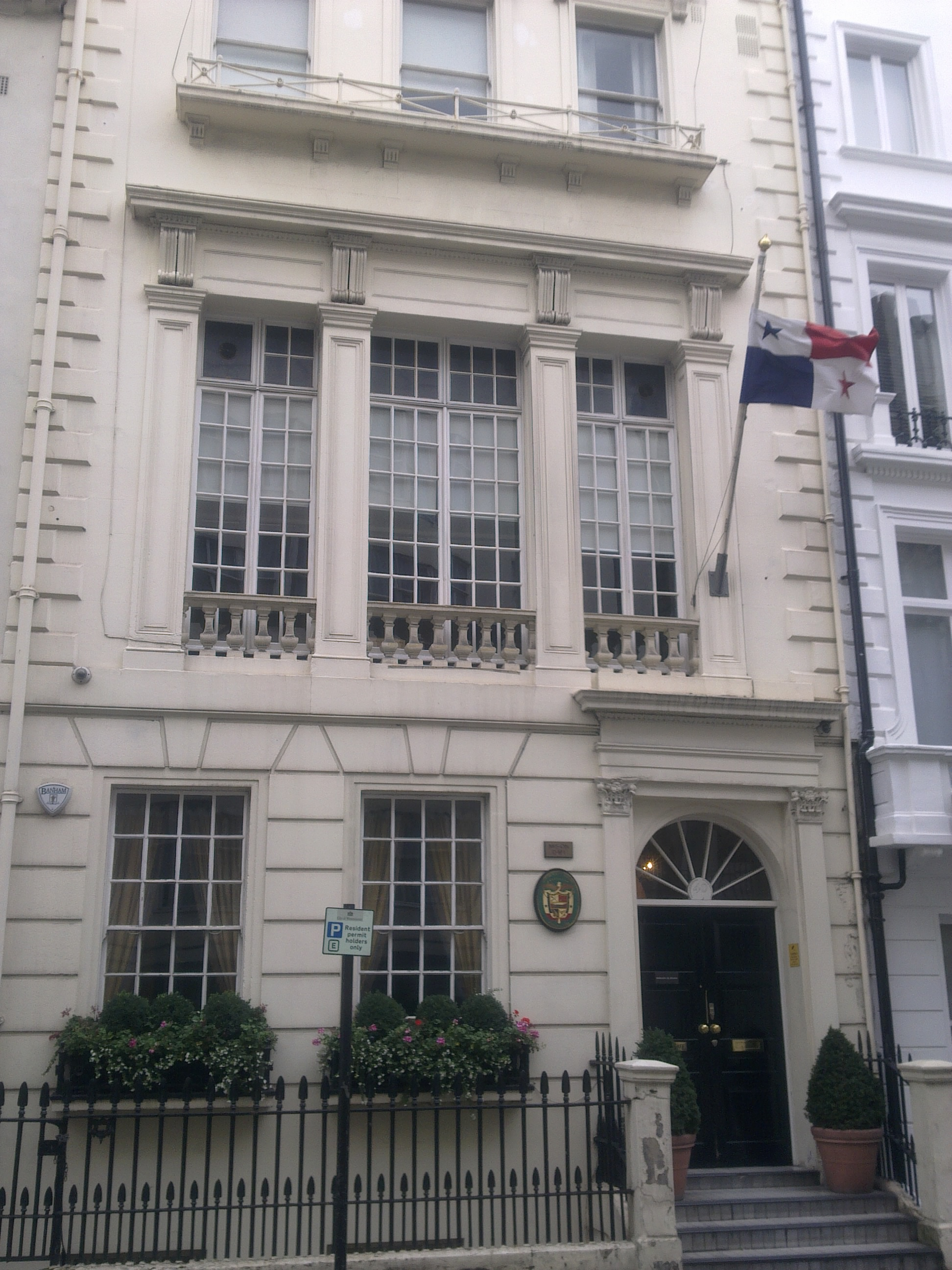
Botschaft Panamas in London

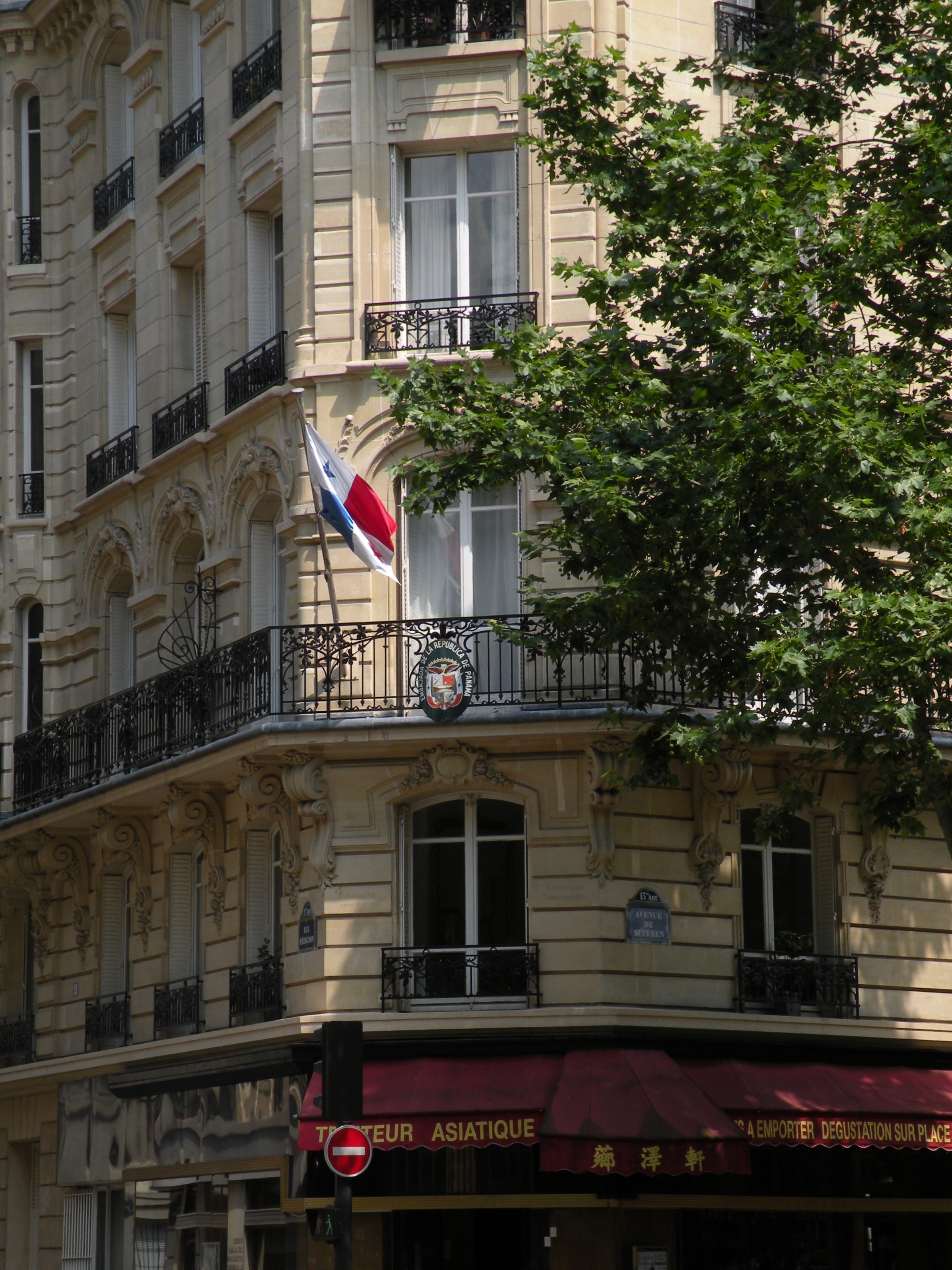
Botschaft Panamas in Paris

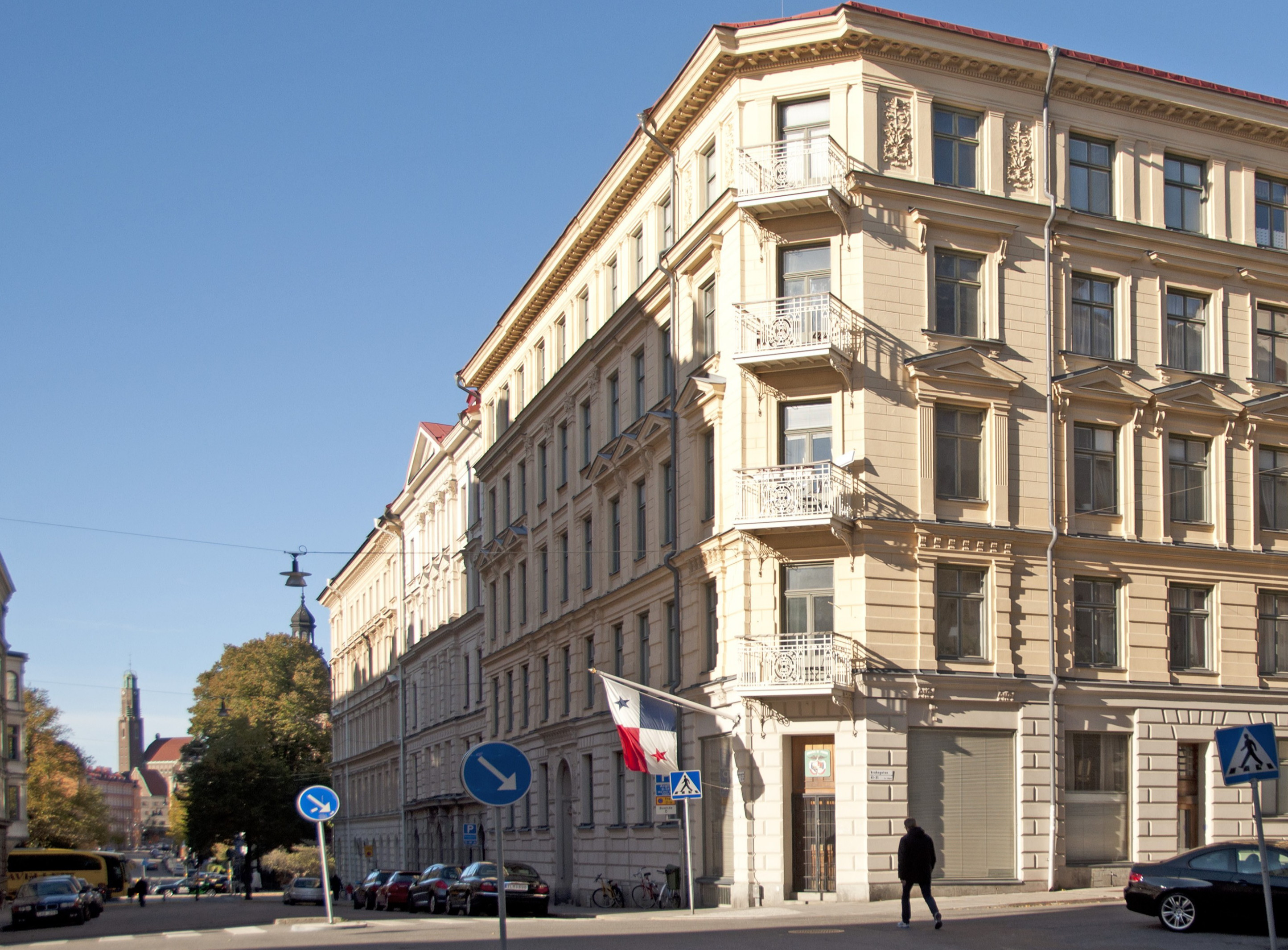
Botschaft Panamas in Stockholm

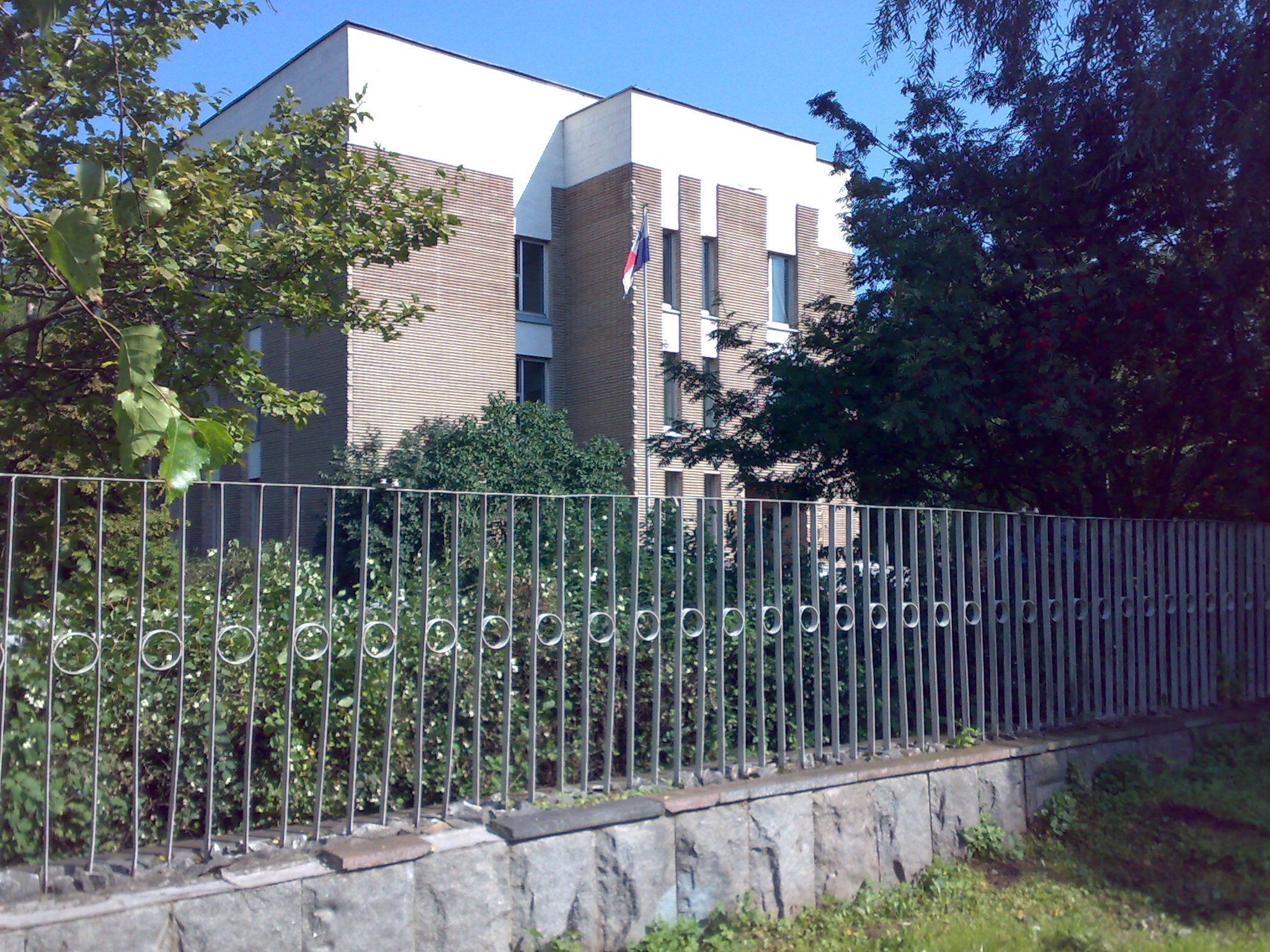
Botschaft Panamas in Moskau

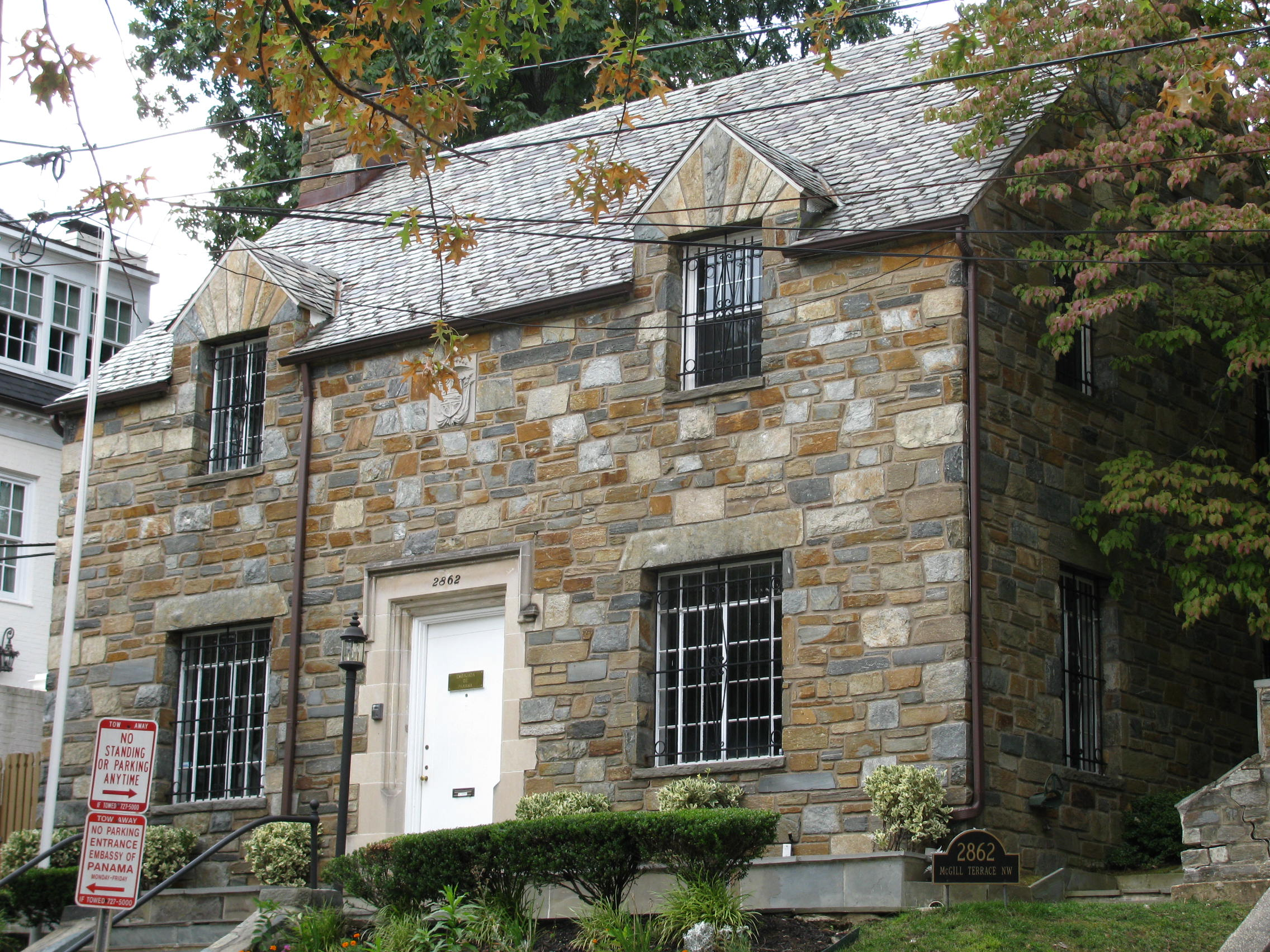
Botschaft Panamas in Washington, D.C.

### Afrika
- Ägypten: Kairo, Botschaft
- Marokko: Rabat, Botschaft
- Südafrika: Pretoria, Botschaft

### Asien
| - Volksrepublik China: Peking, Handelsbüro - Volksrepublik China: Hongkong, Handelsbüro - Indien: Neu-Delhi, Botschaft - Indien: Mumbai, Generalkonsulat - Indonesien: Jakarta, Botschaft - Israel: Tel Aviv, Botschaft - Japan: Tokyo, Botschaft - Japan: Kōbe, Generalkonsulat - Katar: Doha, Botschaft | - Philippinen: Manila, Botschaft - Singapur: Singapur, Botschaft - Südkorea: Seoul - Taiwan: Taipei, Botschaft - Thailand: Bangkok, Botschaft - Vereinigte Arabische Emirate: Dubai, Generalkonsulat - Vietnam: Hanoi, Botschaft - Vietnam: Ho-Chi-Minh-Stadt, Generalkonsulat |

### Europa
| - Belgien: Brüssel, Botschaft - Belgien: Antwerpen, Generalkonsulat - Deutschland: Berlin, Botschaft - Deutschland: Hamburg, Konsulat - Frankreich: Paris, Botschaft - Frankreich: Marseille, Generalkonsulat - Griechenland: Athen, Botschaft - Italien: Rom, Botschaft - Italien: Genua, Generalkonsulat - Italien: Neapel, Generalkonsulat - Niederlande: Den Haag, Botschaft - Niederlande: Rotterdam, Generalkonsulat - Österreich: Wien, Botschaft - Polen: Warschau, Botschaft | - Portugal: Lissabon, Botschaft - Russland: Moskau, Botschaft - Schweden: Stockholm, Botschaft - Schweiz: Genf, Generalkonsulat - Schweiz: Zürich, Generalkonsulat - Spanien: Madrid, Botschaft - Spanien: A Coruña, Generalkonsulat - Spanien: Barcelona, Generalkonsulat - Spanien: Las Palmas de Gran Canaria, Generalkonsulat - Spanien: Málaga, Generalkonsulat - Türkei: Ankara, Botschaft - Türkei: Istanbul, Generalkonsulat - Vereinigtes Königreich: London, Botschaft |

### Nordamerika
| - Belize: Belize City, Botschaft - Costa Rica: San José, Botschaft - Dominikanische Republik: Santo Domingo, Botschaft - El Salvador: San Salvador, Botschaft - Guatemala: Guatemala-Stadt, Botschaft - Haiti: Port-au-Prince, Botschaft - Honduras: Tegucigalpa, Botschaft - Jamaika: Kingston, Botschaft - Kanada: Ottawa, Botschaft - Kanada: Montreal, Generalkonsulat - Kanada: Toronto, Generalkonsulat - Kanada: Vancouver, Generalkonsulat - Kuba: Havanna, Botschaft - Mexiko: Mexiko-Stadt, Botschaft | - Mexiko: Veracruz, Generalkonsulat - Mexiko: Guadalajara, Konsulat - Nicaragua: Managua, Botschaft - Trinidad und Tobago: Port of Spain, Botschaft - Vereinigte Staaten: Washington, D.C., Botschaft - Vereinigte Staaten: Houston, Generalkonsulat - Vereinigte Staaten: Miami, Generalkonsulat - Vereinigte Staaten: New Orleans, Generalkonsulat - Vereinigte Staaten: New York, Generalkonsulat - Vereinigte Staaten: Philadelphia, Generalkonsulat - Vereinigte Staaten: San Diego, Generalkonsulat - Vereinigte Staaten: Tampa, Generalkonsulat |

### Südamerika
| - Argentinien: Buenos Aires, Botschaft - Bolivien: La Paz, Botschaft - Brasilien: Brasília, Botschaft - Brasilien: Rio de Janeiro, Generalkonsulat - Brasilien: Santos, Generalkonsulat - Brasilien: São Paulo, Generalkonsulat - Chile: Santiago de Chile, Botschaft - Chile: Valparaíso, Generalkonsulat | - Ecuador: Quito, Botschaft - Ecuador: Guayaquil, Generalkonsulat - Kolumbien: Bogotá, Botschaft - Kolumbien: Barranquilla, Generalkonsulat - Paraguay: Asunción, Botschaft - Peru: Lima, Botschaft - Uruguay: Montevideo, Botschaft - Venezuela: Caracas, Botschaft |

## Vertretungen bei internationalen Organisationen
- Vereinte Nationen: New York, Ständige Mission
- Vereinte Nationen: Genf, Ständige Mission
- OAS: Washington, D.C., Ständige Mission
- Europäische Union: Brüssel, Mission
- UNESCO: Paris, Ständige Mission
- FAO: Rom, Ständige Mission
- Heiliger Stuhl: Vatikanstadt, Botschaft